# Gouvernement de Radom
1844–1914
Entités suivantes :
- Deuxième république de Pologne

Le gouvernement de Radom (en russe : Радомская губерния, en polonais : Gubernia radomska) est une division administrative de l’Empire russe, située dans le royaume de Pologne, avec pour capitale la ville de Radom. Créé en 1844 par regroupement des gouvernements de Sandomierz et Kielce, le gouvernement exista jusqu’en 1914 quand il devint le théâtre des combats de la Première Guerre mondiale.

## Histoire
Créé par la fusion de deux gouvernements en 1844 le gouvernement de Radom est amputé d’une partie (Sud-Ouest) de son territoire en 1867 quand le gouvernement de Kielce est recréé. Parallèlement un ouiezd est cédé au gouvernement de Piotrków.

## Géographie
Au nord le gouvernement de Radom, dans ses frontières après 1867, est bordé par le gouvernement de Varsovie, à l’est par celui de Lublin, au sud par l’Autriche-Hongrie et à l’ouest par les gouvernements de Kielce et Piotrków.
De nos jours le territoire du gouvernement se trouve en Pologne dans les voïvodies de Mazovie, Sainte-Croix et Łódź.

## Subdivisions administratives
Au début du XXe siècle le gouvernement de Radom était divisé en sept ouïezds : Iłża, Kozienice, Końskie, Opatów, Opoczno, Radom et Sandomierz.

## Population
En 1897 la population du gouvernement était de 814 947 habitants, dont 83,6% de Polonais, 13,8% de Juifs, 1,2% de Russes et 1,1% d'Allemands.